# Filocles (poeta trágico)
Filocles (en griego antiguo: Φιλοκλῆς ) fue un poeta trágico ateniense que vivió en el siglo V a. C.
Emparentado con diversas personas célebres de su época, era sobrino del famoso poeta Esquilo, de Cinegiro héroe de la Batalla de Maratón, y de Ameinias de Atenas, héroe de la Batalla de Salamina, pues él era el hijo de la hermana de éstos, Filopato (griego: Φιλοπαθώ). Habría escrito cerca de un centenar de obras, de las que sólo se conservan fragmentos. Es conocido por haber ganado el primer premio de poesía en una competición, en la que superó al Edipo Rey de Sófocles. Filocles también escribió una obra de teatro sobre el tema de Tereo, que fue parodiada en Los pájaros de Aristófanes, junto al tratamiento que hizo su mucho más conocido rival, Sófocles, sobre los mismos personajes. Comentaristas posteriores han deducido que Filocles imitó el Tereo, también perdido, de Sófocles. Se ha señalado que el Tereo de Filocles era parte de su "tetralogía pandionisíaca". Un fragmento existente muestra que Filocles escribió una obra que trata la historia de Hermíone, Neoptólemo y Orestes, una historia también utilizó Eurípides en su obra Andrómaca y Sófocles en su Hermíone. En la versión de Filocles, Hermíone es prometida a Neoptólemo por su padre Menelao mientras ella está embarazada del hijo de Orestes. Filocles también escribió obras de teatro titulada Edipo y Filoctetes.
Sobre el ambiente familiar de Filocles se puede agregar que la escritura de tragedias se convirtió en una ocupación habitual en su círculo. Además de ser practicada por su tío Esquilo y los hijos de este último, sus primos Euforión y Eveón, también fue cultivada por sus propios hijos, Mórsimo (cuya supuesta falta de talento dio pie a burlas de Aristófanes) y Melantio. Filocles aún tuvo un nieto trágico por parte de Mórsimo, el prolífico Astidamas el Viejo (que obtuvo quince triunfos en certámenes poéticos). A su vez los hijos de este último, Astidamas el Joven y Filocles el Joven, bisnietos de Filocles, continuaron la tradición.
Se ha afirmado que el estilo de Filocles era amargo, por lo que se habría ganado el sobrenombre de "la bilis".

## Obras
Entre los títulos de obras perdidas que se atribuyen o conocen de Filocles se encuentran:
- Una Erígone
- Un Nauplio
- Un Eneo
- Un Edipo
- Una Penélope
- Un Príamo
- Un Tereo o "Abubilla" (Epops)
- Una Hermíone